# دره‌قشلاق سفلی
دره‌قشلاق سفلی یکی از روستاهای استان آذربایجان شرقی است که در دهستان ورگهان بخش مرکزی شهرستان اهر واقع شده‌است.این روستا ۶۶ نفر جمعیت دارد.